# Marisa Matias
Marisa Isabel dos Santos Matias (Coímbra, 20 de febrero de 1976) es una socióloga y política portuguesa, del partido Bloco de Esquerda. Es eurodiputada en el Parlamento Europeo desde 2009, dentro del grupo GUE-NGL.

## Trayectoria
Estudió sociología en la Universidad de Coímbra y se doctoró en la misma universidad con la tesis "A natureza farta de nós? Saúde, ambiente e novas formas de cidadania" (2009) y es investigadora de su Centro de Estudios Sociales (CES) desde 2004. Es miembro de la mesa nacional de Bloco de Esquerda y de su comisión política.

### Elecciones
En 2005 fue la cabeza de lista de la candidatura del Bloco a las elecciones municipales de Coímbra. Desde 2009 es eurodiputada en el Parlamento Europeo por el grupo GUE-NGL, resultando reelegida en 2014 y 2019.
Fue candidata a las elecciones presidenciales de Portugal de 2016, quedando en tercera posición con 469.307 votos (10,13%).
En las elecciones presidenciales de Portugal de 2021 fue candidata nuevamente, obteniendo esta vez el quinto lugar con 164.731 votos y el 3,95%.